# Helsinge, Tövsala
Helsinge (finska: Helsinki) är en by i Tövsala. Byn har ett fåtal boende och flera fritidsboende under sommaren. Det finns inga säkra uppgifter om ursprunget till byns namn.. Men namnet syftar troligen på bosättare som kom från Helsingland

## Historik
Byn omnämns första gången redan 1386 som Helsingaby, Helsinxby. Det tidiga omnämnandet beror på att byn var ett prebende under Nådendals kloster.
Den 26 september 1808 landsteg 3400 svenska soldater under ledning av överstelöjtnant Gustaf Olof Lagerbring för att undsätta den svenska armen i striderna mot ryssarna. När svenskarna hade slagit tillbaka det första ryska anfallet och marscherade de cirka 10 kilometer mot Åbo. Där mötte de en överväldigande fiendestyrka ledd av general Pjotr Bagration nära Viiais. Efter hårda strider måste svenskarna retirera till sina skepp.

## Kommunikationer
Byns betydelse för kommunikationerna har varit stor. Här nådde Stora Postvägen från Sverige över Åland det finländska fastlandet. Senare fungerade byn som en andra kajplats för färjan Helsinge-Rahi, som var den enda färjeförbindelsen till Gustavs. Färjesträckan var 3 km. När Gustavs fick ny fast vägförbindelse 1954 avslutades färjetrafiken och ersattes med Kaitais färjan. Den ersattes i sin tur av Kaitaisbron 1982.